# Le Magnoray
Le Magnoray é uma comuna francesa na região administrativa de Borgonha-Franco-Condado, no departamento de Alto Sona. Estende-se por uma área de 3,55 km². Em 2010 a comuna tinha 90 habitantes (densidade: 25,4 hab./km²).